# José Ignacio Vernaza
José Ignacio Vernaza Gómez fue un político colombiano, que se desempeñó como Gobernador de Valle del Cauca y Ministro de Instrucción y Salubridad Pública.

## Biografía
Era hijo del general Rubén Vernaza Cadavid, General del Ejército de Colombia y quien durante su vida se desempeñó como Jefe Civil y Militar del Estado de Bolívar cargo en el que falleció, y de María Antonia Gómez.
Fue el séptimo gobernador del Valle del Cauca, ejerciendo entre noviembre de 1922 y septiembre de 1924. Posteriormente se convirtió en Ministro de Instrucción y Salubridad Pública del gobierno de Pedro Nel Ospina hasta su finalización en el año de 1926.
Escritor y orador consagrado, entre sus obras se destacan la "Biografía del General Pedro Nel Ospina", la novela "Borrador de un viajero" y la biografía del General Francisco Pereira. Entre sus obras oratorias cabe resaltar la oración fúnebre pronunciada en las exequias del expresidente de la República Pedro Nel Ospina Vasquez en el año de 1927. El municipio de Trujillo del Departamento del Valle del Cauca en Colombia llevó el nombre “Vernaza” en su honor debido a que en la época de su fundación, era el gobernador del Valle y el benefactor de la fundación.